# Грінтаун (Огайо)
Грінтаун (англ. Greentown) — переписна місцевість (CDP) в США, в окрузі Старк штату Огайо. Населення — 3382 особи (2020).

## Географія
Грінтаун розташований за координатами 40°55′39″ пн. ш. 81°24′7″ зх. д. / 40.92750° пн. ш. 81.40194° зх. д. (40.927381, -81.402046).  За даними Бюро перепису населення США в 2010 році переписна місцевість мала площу 7,10 км², уся площа — суходіл.

## Демографія
Згідно з переписом 2010 року, у переписній місцевості мешкали 3804 особи в 1353 домогосподарствах у складі 1093 родин. Густота населення становила 536 осіб/км².  Було 1398 помешкань (197/км²).
Расовий склад населення:
| - 94,5 % — білих - 1,8 % — азіатів - 1,6 % — чорних або афроамериканців - 0,2 % — корінних американців |

До двох чи більше рас належало 1,4 %. Частка іспаномовних становила 1,6 % від усіх жителів.
За віковим діапазоном населення розподілялося таким чином: 27,1 % — особи молодші 18 років, 63,5 % — особи у віці 18—64 років, 9,4 % — особи у віці 65 років та старші. Медіана віку мешканця становила 39,1 року. На 100 осіб жіночої статі у переписній місцевості припадало 98,7 чоловіків;  на 100 жінок у віці від 18 років та старших — 98,1 чоловіків також старших 18 років.
Середній дохід на одне домашнє господарство  становив 88 643 долари США (медіана — 83 587), а середній дохід на одну сім'ю — 96 098 доларів (медіана — 100 170). Медіана доходів становила 60 079 доларів для чоловіків та 45 068 доларів для жінок. За межею бідності перебувало 4,4 % осіб, у тому числі 0,0 % дітей у віці до 18 років та 9,8 % осіб у віці 65 років та старших.
Цивільне працевлаштоване населення становило 2502 особи. Основні галузі зайнятості: освіта, охорона здоров'я та соціальна допомога — 26,4 %, роздрібна торгівля — 14,3 %, виробництво — 13,1 %.